# Paul Polman

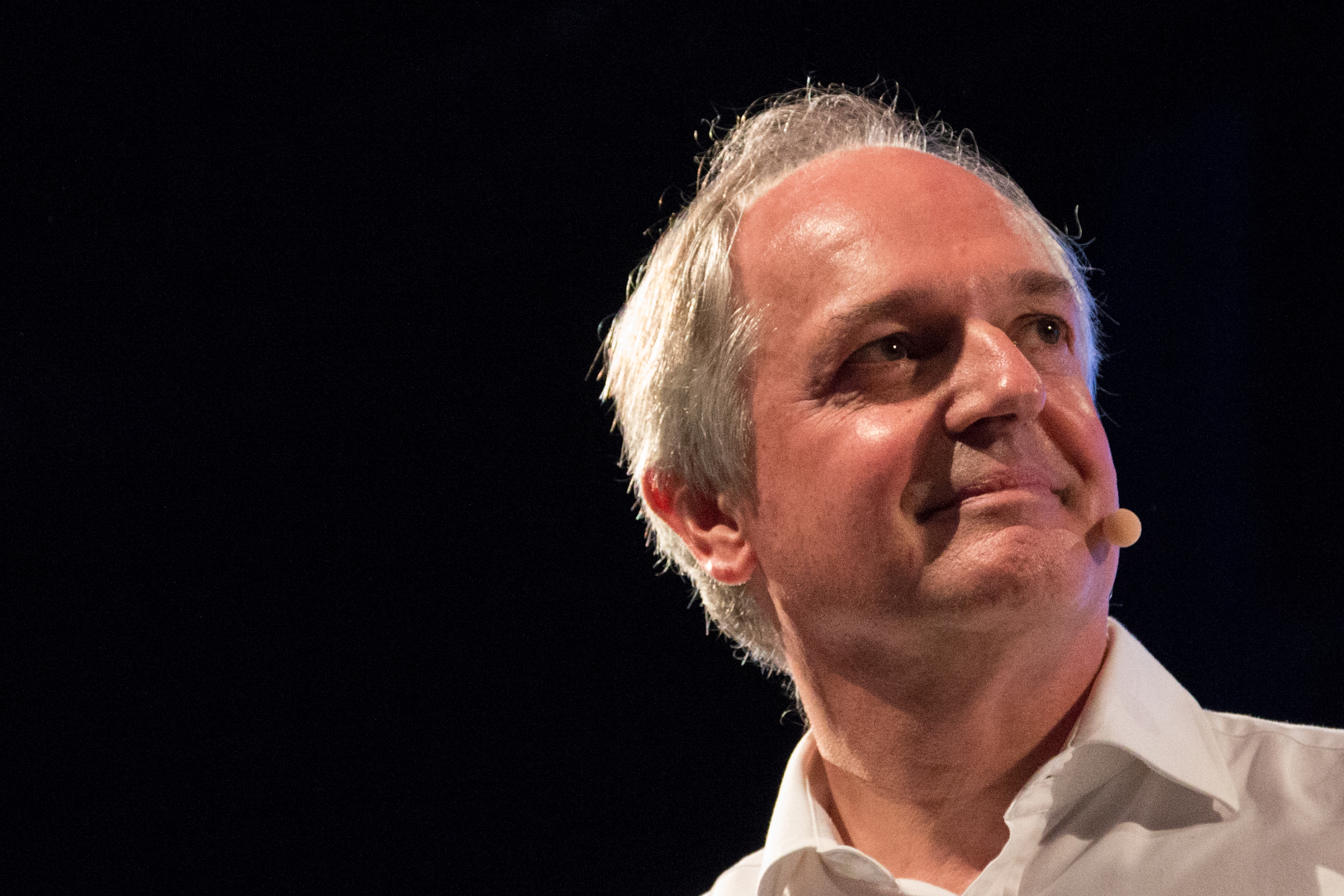
Paul Polman, 2014

Paul Polman (* 11. Juli 1956 in Enschede) ist ein niederländischer Wirtschaftsmanager.

## Leben
Polman wuchs in einer katholischen Familie nahe der deutschen Grenze auf. Er studierte Wirtschaftswissenschaften an der Universität Groningen und danach an der University of Cincinnati. Von 1979 arbeitete Polman 27 Jahre für das US-amerikanische Unternehmen Procter & Gamble. 2006 wechselte Polman zum Unternehmen Nestlé. Im Januar 2009 übernahm Polman die Rolle des CEO des Unternehmens Unilever.
2015 bekam er den Champions of Earth Award verliehen. 2017 lehnte er ein Übernahmeangebot von Kraft Heinz ab. Am 29. November 2018 gab Polman bekannt, dass er sich zum 1. Januar 2019 aus dem Unternehmen zurückziehen werde, nachdem er in den Monaten davor seine Pläne zur Restrukturierung und Verlegung von Standorten bei den Gesellschaftern nicht durchsetzen konnte. Polman ist verheiratet und hat drei Kinder.